# Euphraise naine
Euphrasia minima
Espèce
Classification phylogénétique
L'euphraise naine (Euphrasia minima) est une espèce de plantes herbacées du genre Euphrasia et de la famille des Orobanchaceae.